# Elias Syrjä
Elias Syrjä (* 28. August 1998) ist ein finnischer Freestyle-Skier. Er startet in den Disziplinen Slopestyle und Big Air.

## Werdegang
Syrjä nahm erstmals im August 2017 in Cardrona am Freestyle-Skiing-Weltcup teil und belegte dabei den 57. Platz im Slopestyle. In der Saison 2017/18 erreichte er mit drei Top-Zehn-Platzierungen den fünften Platz im Big-Air-Weltcup. Bei den Weltmeisterschaften 2019 in Park City errang er den 22. Platz im Slopestyle und den 21. Platz im Big Air. Nach Platz 18 in Modena zu Beginn der Saison 2019/20 kam er dreimal unter die ersten Zehn und erreichte damit erneut den fünften Platz im Big-Air-Weltcup. Bei den Winter-X-Games 2020 in Aspen wurde er Siebter im Big Air. Bei den Weltmeisterschaften 2023 in Bakuriani sprang er auf den 28. Platz im Big Air und auf den 11. Rang im Slopestyle.

## Erfolge

### Weltmeisterschaften
- Park City 2019: 21. Big Air, 22. Slopestyle
- Bakuriani 2023: 11. Slopestyle, 28. Big Air

### Weltcupwertungen
| Saison  | Gesamt/Park & Pipe | Gesamt/Park & Pipe | Big Air | Big Air | Slopestyle | Slopestyle |
| Saison  | Platz              | Punkte             | Platz   | Punkte  | Platz      | Punkte     |
| ------- | ------------------ | ------------------ | ------- | ------- | ---------- | ---------- |
| 2017/18 | 52.                | 23                 | 5.      | 115     | 42.        | 26         |
| 2018/19 | 105.               | 11,4               | 10.     | 57      | 45.        | 10         |
| 2019/20 | 38.                | 28,8               | 5.      | 144     | -          | -          |
| 2022/23 | 61.                | 32                 | 17.     | 32      | -          | -          |
| 2023/24 | 20.                | 151                | 8.      | 117     | 29.        | 34         |

### X-Games
- Winter-X-Games 2020: 7. Big Air